# Лопардинце
Лопардинце је насеље у Србији у општини Бујановац у Пчињском округу. Према попису из 2022. био је 691 становник.
Овде се налази Манастир Светог архангела Гаврила у Лопардинцу.

## Демографија
У насељу Лопардинце живи 617 пунолетних становника, а просечна старост становништва износи 37,1 година (36,6 код мушкараца и 37,5 код жена). У насељу има 204 домаћинства, а просечан број чланова по домаћинству је 4,04.
Ово насеље је великим делом насељено Србима (према попису из 2002. године).
|  |

| Демографија | Демографија | Демографија |
| Година      | Становника  | Становника  |
| ----------- | ----------- | ----------- |
| 1948.       | 817         |             |
| 1953.       | 910         |             |
| 1961.       | 943         |             |
| 1971.       | 937         |             |
| 1981.       | 824         |             |
| 1991.       | 797         | 797         |
| 2002.       | 825         | 825         |
| 2022.       | 691         |             |

| Етнички састав према попису из 2002.‍ | Етнички састав према попису из 2002.‍ | Етнички састав према попису из 2002.‍ | Етнички састав према попису из 2002.‍ | Етнички састав према попису из 2002.‍ |
| ------------------------------------ | ------------------------------------ | ------------------------------------ | ------------------------------------ | ------------------------------------ |
|                                      |                                      |                                      |                                      |                                      |
| Срби                                 | Срби                                 |                                      | 817                                  | 99,03%                               |
| Албанци                              | Албанци                              |                                      | 2                                    | 0,24%                                |
| непознато                            | непознато                            |                                      | 6                                    | 0,72%                                |

| Година пописа     | 1948. | 1953. | 1961. | 1971. | 1981. | 1991. | 2002. |
| ----------------- | ----- | ----- | ----- | ----- | ----- | ----- | ----- |
| Број домаћинстава | 122   | 137   | 157   | 168   | 176   | 183   | 204   |

| Број чланова      | 1  | 2  | 3  | 4  | 5  | 6  | 7  | 8 | 9 | 10 и више | Просек |
| ----------------- | -- | -- | -- | -- | -- | -- | -- | - | - | --------- | ------ |
| Број домаћинстава | 16 | 40 | 30 | 32 | 31 | 34 | 16 | 5 | 0 | 0         | 4,04   |

| Пол    | Укупно | Неожењен/Неудата | Ожењен/Удата | Удовац/Удовица | Разведен/Разведена | Непознато |
| ------ | ------ | ---------------- | ------------ | -------------- | ------------------ | --------- |
| Мушки  | 338    | 82               | 237          | 18             | 1                  | 0         |
| Женски | 311    | 36               | 238          | 36             | 1                  | 0         |
| УКУПНО | 649    | 118              | 475          | 54             | 2                  | 0         |

| Пол    | Укупно                    | Пољопривреда, лов и шумарство | Рибарство                            | Вађење руде и камена | Прерађивачка индустрија       |
| ------ | ------------------------- | ----------------------------- | ------------------------------------ | -------------------- | ----------------------------- |
| Мушки  | 208                       | 35                            | 0                                    | 1                    | 60                            |
| Женски | 82                        | 18                            | 0                                    | 0                    | 44                            |
| УКУПНО | 290                       | 53                            | 0                                    | 1                    | 104                           |
| Пол    | Производња и снабдевање   | Грађевинарство                | Трговина                             | Хотели и ресторани   | Саобраћај, складиштење и везе |
| Мушки  | 2                         | 10                            | 6                                    | 6                    | 10                            |
| Женски | 0                         | 0                             | 1                                    | 2                    | 0                             |
| УКУПНО | 2                         | 10                            | 7                                    | 8                    | 10                            |
| Пол    | Финансијско посредовање   | Некретнине                    | Државна управа и одбрана             | Образовање           | Здравствени и социјални рад   |
| Мушки  | 0                         | 1                             | 6                                    | 3                    | 14                            |
| Женски | 0                         | 3                             | 1                                    | 3                    | 2                             |
| УКУПНО | 0                         | 4                             | 7                                    | 6                    | 16                            |
| Пол    | Остале услужне активности | Приватна домаћинства          | Екстериторијалне организације и тела | Непознато            | Непознато                     |
| Мушки  | 5                         | 0                             | 0                                    | 49                   | 49                            |
| Женски | 0                         | 0                             | 0                                    | 8                    | 8                             |
| УКУПНО | 5                         | 0                             | 0                                    | 57                   | 57                            |

## Порекло становништва
Подаци датирају из 1963. г.
Лопардинце је старо српско село. То се види из једног историјског извора у коме је насеље означено као Лапрдинци. Њега је 1380. г. Костантин Дејановић приложио Хилендару.
Родови су:
- Гарци (8 к., Ђурђиц), дошли из целишта Скок. Могућно је да су староседеоци.
- Џелеповци (24 к., Ђурђиц), и ови су стари род. Дошли су са селишта Скок. Једна грана позната је под презименом Попчини. Могућно је да су староседеоци.
- Доганџици (10 к., Ђурђиц), стари сеоски род. Можда су староседеоци. Дошли су са селишта Скок. Доганџици били су до 1842. г. повлашћени у плаћању данка и давању десетка јер су били "соколари“.
- Масинци (10 к), Белинци (6 к), Кушинци (3 к) и Лештарци (3 к), славе Ђурђиц. Раније су били један род (били на један огањ). Сматрају се као староседеоци.
- Рајковци (35 к., Св. Никола), досељени са Косова. Овде су дошли после горњих родова.
- Џолци (6 к., Св. Арханђео), дошли око 1870. г. из околине Гњилана.
- Мучини (6 к., Св. Арханђео), дошли за време Турака из суседног Вртогоша. Тамо припадали роду Мутавџинци, чије је даље порекло непознато.
- Стаменковићи (1 к., Св. Никола), дошао дед данашњих становника из Турје. Тамо били староседеоци.
- Цигани. Зека (1 к), дошао је 1959. г. из Муховца. Овде је ковач. Раније су покушавали да се населе у Лопардинце и неки други Цигани али су их сељаци спречавали: ноћу им палили колибе.